# Camponotus macromischoides
Camponotus macromischoides is een mierensoort uit de onderfamilie van de schubmieren (Formicinae). De wetenschappelijke naam van de soort is voor het eerst geldig gepubliceerd in 1997 door Fontenla Rizo.